# Tongliang-Kultur
| Paläolithische Kulturen Chinas | Paläolithische Kulturen Chinas |
| ------------------------------ | ------------------------------ |
| Paläolithikum                  |                                |
| Xihoudu-Kultur                 | 1270000 BP                     |
| Ordos-Kultur                   | 50000–35000 BP                 |
| Xiachuan-Kultur                | 24000–16000 BP                 |
| Xiaonanhai-Kultur              | 22650–21650 BP                 |
| Tongliang-Kultur               | 24450 ± 850 BP                 |
| Maomaodong-Kultur              | 14600±1200 BP                  |
| Fulin-Kultur                   |                                |
| Kehe-Kultur                    |                                |
| Dingsishan-Kultur              |                                |
| Gezidong-Kultur                |                                |
| Miaohoushan-Kultur             |                                |
| Donggutuo-Kultur               |                                |
| Xiaochangliang-Kultur          |                                |
| Shilongtou-Kultur              |                                |
| Shuicheng-Kultur               |                                |
| Shuidonggou-Kultur             |                                |
| Yanbulaq-Kultur                |                                |
| Mittelsteinzeit                |                                |

Die Tongliang-Kultur (Tongliang Wenhua 铜梁文化, engl. Tongliang Culture) ist eine paläolithische Kultur in Sichuan. Die Tongliang-Stätte wurde im Westen der regierungsunmittelbaren Stadt Chongqing in der Volksrepublik China entdeckt. Ein dort gefundener menschlicher Oberarmknochen wurde nach der Radiokohlenstoffmethode auf 24.450 ± 850 BP datiert.